# Cabinet Erhard I
Pour les articles homonymes, voir Cabinet Erhard.
 (janvier 2023).
Si vous disposez d'ouvrages ou d'articles de référence ou si vous connaissez des sites web de qualité traitant du thème abordé ici, merci de compléter l'article en donnant les références utiles à sa vérifiabilité et en les liant à la section « Notes et références ».
RFA
Adenauer V Erhard II
Le cabinet Erhard I (en allemand : Kabinett Erhard I) est le gouvernement fédéral de la République fédérale d'Allemagne entre le 17 octobre 1963 et le 26 octobre 1965, durant la quatrième législature du Bundestag.

## Historique du mandat
Dirigé par le nouveau chancelier fédéral chrétien-démocrate Ludwig Erhard, précédemment vice-chancelier et ministre fédéral de l'Économie, ce gouvernement est constitué et soutenu par une « coalition noire-jaune » entre l'Union chrétienne-démocrate d'Allemagne (CDU), le Parti libéral-démocrate (FDP) et l'Union chrétienne-sociale en Bavière (CSU). Ensemble, ils disposent de 309 députés sur 499, soit 61,9 % des sièges du Bundestag.
Il est formé à la suite de la démission du chancelier Konrad Adenauer, au pouvoir depuis septembre 1949.
Il succède donc au cabinet Adenauer V, constitué et soutenu par une coalition identique.

### Formation
Le 16 octobre, cinq jours après que Adenauer a remis sa démission au président fédéral Heinrich Lübke, Erhard se présente au vote d'investiture du Bundestag. Il l'emporte par 279 voix pour et 220 voix contre, soit vingt-neuf suffrages de plus que la majorité constitutionnelle requise. Il nomme dès le lendemain son cabinet de vingt ministres fédéraux. Le nouvel exécutif est marqué par une continuité à quasiment tous les postes, le chancelier nommant un nouveau ministre fédéral de l'Économie à sa propre suite, un nouveau directeur de la chancellerie, et le FDP un nouveau vice-chancelier, toujours titulaire du ministère fédéral des Questions pan-allemandes.
À l'élection présidentielle du 1er juillet 1964, le ministre fédéral de la Justice Ewald Bucher postule face à Lübke, qui bénéficie de l'appui des chrétiens-démocrates mais aussi du SPD. Ce dernier est donc facilement réélu avec plus des deux tiers des voix de l'Assemblée fédérale.

### Succession
Au cours des élections fédérales du 19 septembre 1965, la CDU/CSU rate de peu la majorité absolue. Elle poursuit alors sa collaboration avec les libéraux, affaiblis, et Erhard constitue son second cabinet.

## Composition

### Initiale (17 octobre 1963)
- Les nouveaux ministres sont indiqués en gras, ceux ayant changé d'attribution en italique.

| Fonction | Nom | Nom                                                                     | Parti |
| --- | --- | ----------------------------------------------------------------------- | ----- |
| Chancelier fédéral |     | Ludwig Erhard                                                           | CDU   |
| Vice-chancelier Ministre fédéral des Questions pan-allemandes                                                                                                   |     | Erich Mende                                                             | FDP   |
| Ministre fédéral des Affaires étrangères |     | Gerhard Schröder                                                        | CDU   |
| Ministre fédéral de l'Intérieur |     | Hermann Höcherl                                                         | CSU   |
| Ministre fédéral de la Justice |     | Ewald Bucher (jusqu’au 27/03/1965)                                      | FDP   |
| Ministre fédéral de la Justice |     | Karl Weber (à partir du 01/04/1965)                                     | CDU   |
| Ministre fédéral des Finances |     | Rolf Dahlgrün                                                           | FDP   |
| Ministre fédéral de l'Économie |     | Kurt Schmücker                                                          | CDU   |
| Ministre fédéral de l'Alimentation, de l'Agriculture et des Forêts                                                                                              |     | Werner Schwarz                                                          | CDU   |
| Ministre fédéral du Travail et de l'Ordre social |     | Theodor Blank                                                           | CDU   |
| Ministre fédéral de la Défense |     | Kai-Uwe von Hassel                                                      | CDU   |
| Ministre fédéral des Transports |     | Hans-Christoph Seebohm                                                  | CDU   |
| Ministre fédéral des Postes et des Télécommunications |     | Richard Stücklen                                                        | CSU   |
| Ministre fédéral du Logement, de l'Urbanisme et de l'Aménagement du territoire                                                                                  |     | Paul Lücke                                                              | CDU   |
| Ministre fédéral des Expulsés, des Réfugiés et des Blessés de guerre                                                                                            |     | Hans Krüger (jusqu’au 07/02/1964) Ernst Lemmer (à partir du 19/02/1964) | CDU   |
| Ministre fédéral des Affaires du Conseil fédéral et des Länder                                                                                                  |     | Alois Niederalt                                                         | CSU   |
| Ministre fédéral de la Recherche scientifique |     | Hans Lenz                                                               | FDP   |
| Ministre fédéral de la Famille et de la Jeunesse |     | Bruno Heck                                                              | CDU   |
| Ministre fédéral du Trésor |     | Werner Dollinger                                                        | CSU   |
| Ministre fédéral de la Coopération économique |     | Walter Scheel                                                           | FDP   |
| Ministre fédéral des Affaires sanitaires |     | Elisabeth Schwarzhaupt                                                  | CDU   |
| Ministre fédéral avec attributions spéciales (Président du Conseil fédéral de défense) Ministre fédéral des Affaires du Conseil fédéral de défense (13/07/1964) |     | Heinrich Krone                                                          | CDU   |
| Ministre fédéral avec attributions spéciales (16/06/1964) Directeur de la Chancellerie fédérale                                                                 |     | Ludger Westrick                                                         | CDU   |